# Papowo Biskupie (gmina)

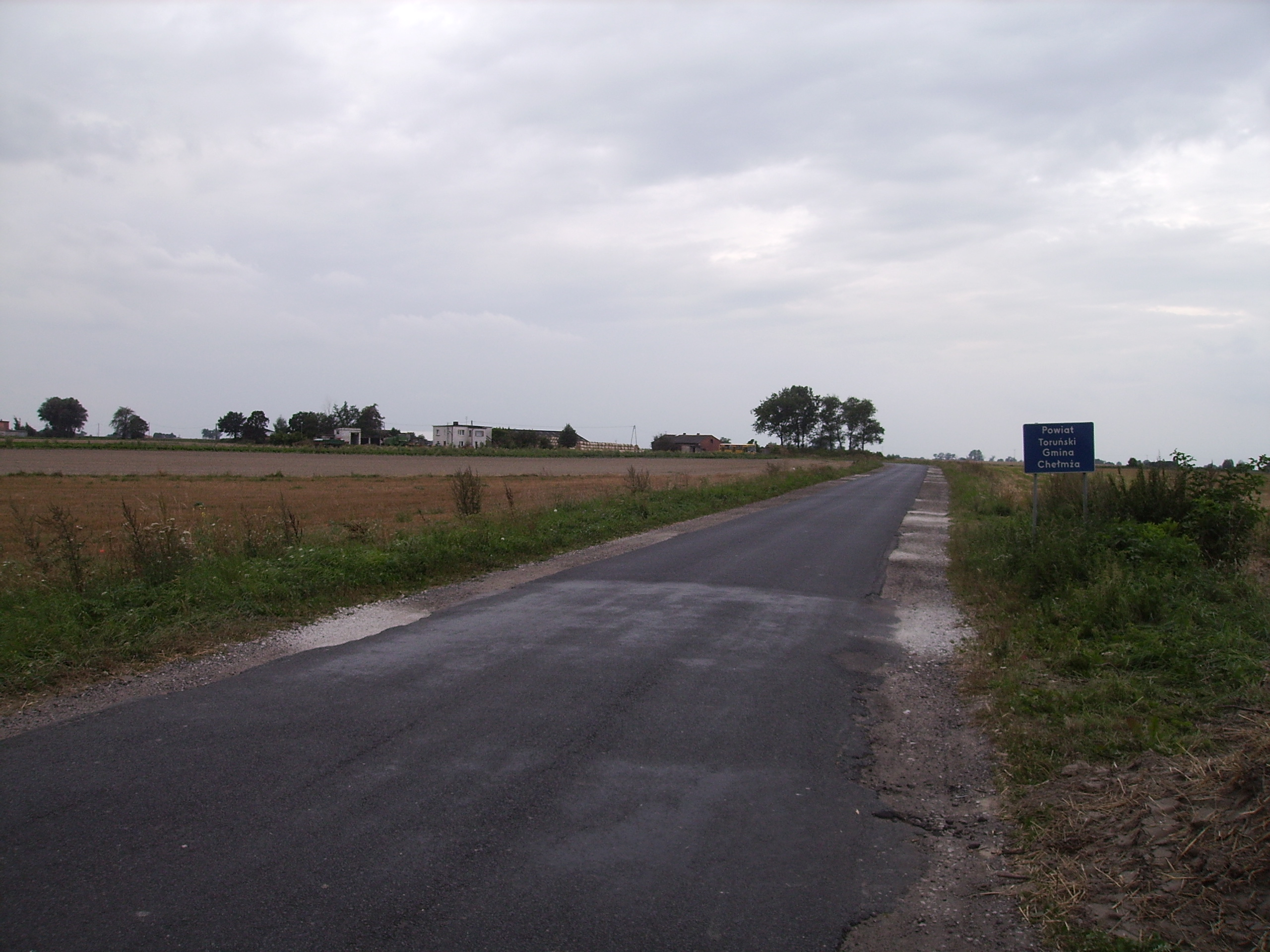
Koniec Gminy Papowo Biskupie w miejscowości Dubielno

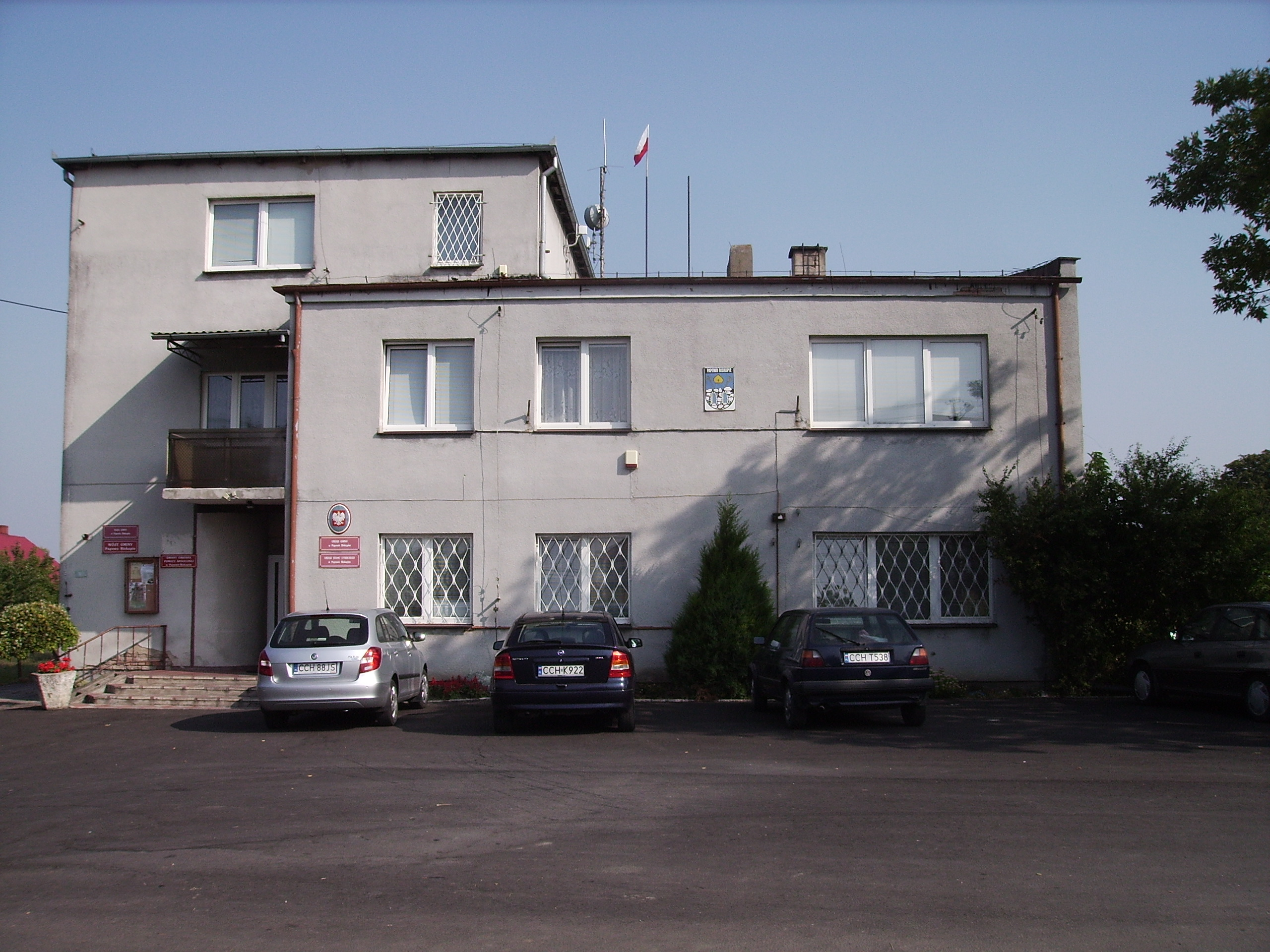
Urząd Gminy

Papowo Biskupie – gmina wiejska w Polsce położona w województwie kujawsko-pomorskim, w powiecie chełmińskim. Siedzibą gminy jest Papowo Biskupie.
W latach 1975–1998 gmina administracyjnie należała do województwa toruńskiego. Leży w centralnej części województwa, oddalona od Torunia o 30 km przy drodze krajowej nr 91 w kierunku Gdańska i Łodzi.

## Struktura powierzchni
Według danych z 2002 gmina Papowo Biskupie miała obszar 70,44 km², w tym:
- użytki rolne: 91%
- użytki leśne: 1%.

Gmina stanowiła 13,35% powierzchni powiatu. 

## Demografia
W 2003 mieszkało w gminie 4 462 mieszkańców.
Dane z 30 czerwca 2004:
| Opis                              | Ogółem | Ogółem | Kobiety | Kobiety | Mężczyźni | Mężczyźni |
| --------------------------------- | ------ | ------ | ------- | ------- | --------- | --------- |
| jednostka                         | osób   | %      | osób    | %       | osób      | %         |
| populacja                         | 4315   | 100    | 2158    | 50      | 2157      | 50        |
| gęstość zaludnienia (mieszk./km²) | 61,3   | 61,3   | 30,6    | 30,6    | 30,6      | 30,6      |

Według danych z końca 2010 gminę zamieszkiwało 4515 osób.
Piramida wieku mieszkańców gminy Papowo Biskupie w 2014.

## Ochotnicze Straże Pożarne
W gminie funkcjonują 3 jednostki ochotniczej straży pożarnej:
- OSP w Dubielnie,
- OSP w Firlusie,
- OSP w Papowie Biskupim.

## Gospodarka
Gmina na charakter rolniczy. W 2002 gminie występowało 170 gospodarstw rolniczych. Na jej terenie znajduje się przeszło 400 indywidualnych gospodarstw rolnych o średnim areale 12 ha. Zdecydowana większość gruntów należy do I, II i III klasy.

## Zabytki
Wykaz zarejestrowanych zabytków nieruchomych na terenie gminy:
- park dworski z końca XIX w. w Falęcinie, nr A/469 z 06.03.1985
- zespół pałacowy z trzeciego ćwierćwiecza XIX w. w Jeleńcu, obejmujący: pałac (nr 427 z 11.04.1983); park (nr 463 z 14.12.1984)
- park dworski z drugiej połowy XIX w. w Niemczyku, nr 476 z 17.06.1985
- park dworski z drugiej połowy XIX w. w Nowym Dworze Królewskim, nr 475 z 17.06.1985
- kościół parafialny z ok. 1300 roku w Papowie Biskupim, nr A/331 z 13.07.1936
- ruiny zamku krzyżackiego z 1288 roku w Papowie Biskupim, nr A/106 z 13.04.1937
- park dworski z końca XIX w. w Papowie Biskupim, nr 477 z 17.06.1985
- park dworski z drugiej połowy XIX w. w Storlusie, nr 461 z 14.12.1984
- park dworski z XIX w. we Wrocławkach, nr A/470 z 06.03.1985
- park dworski z drugiej połowie XIX w. w Zegartowicach, nr A/471 z 06.03.1985
- cielętnik w zespole dworskim z końca XIX w. w Żyglądzie, nr 571 z 27.11.1987.

## Sołectwa
Dubielno, Firlus, Folgowo-Staw, Jeleniec, Niemczyk, Papowo Biskupie, Zegartowice, Żygląd.

## Pozostałe miejscowości
Falęcin, Kucborek, Nowy Dwór Królewski, Storlus, Wrocławki.

## Sąsiednie gminy
Chełmża, Kijewo Królewskie, Lisewo, Stolno